# Valpolicella

Prowincja Werona (czerwona) w obrębie Veneto (różowe)

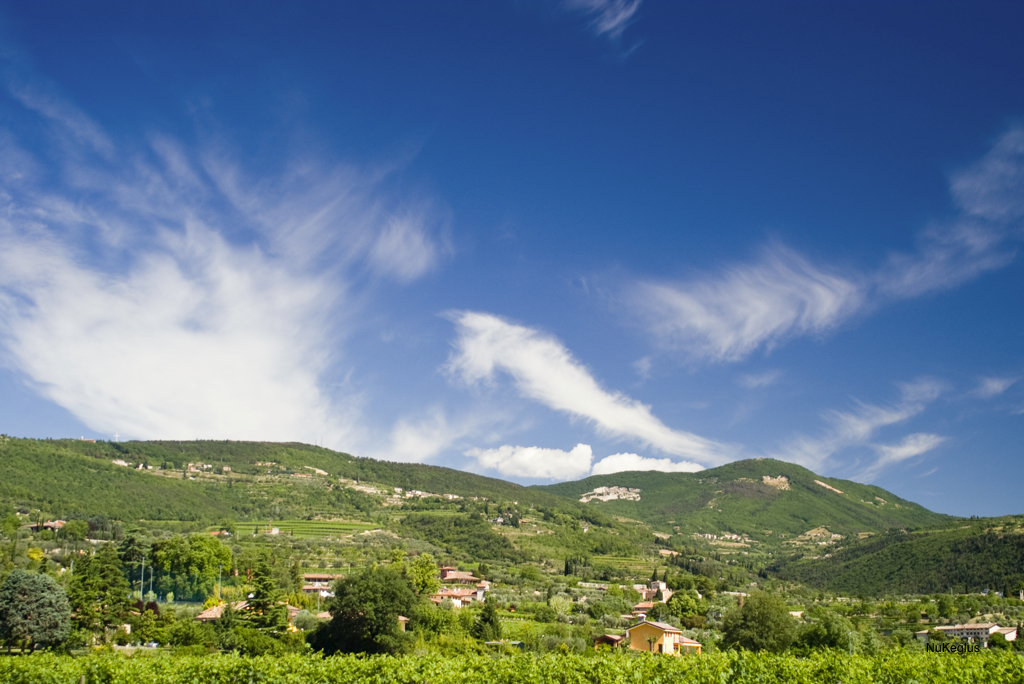
Winnice w Valpolicelli

Valpolicella – obszar produkcji win w prowincji Werona we Włoszech, posiadający apelację (Denominazione di origine controllata – DOC), produkujący wina czerwone.